# Eupanacra brunnea
Eupanacra brunnea är en fjärilsart som beskrevs av Embrik Strand 1916. Eupanacra brunnea ingår i släktet Eupanacra och familjen svärmare. Inga underarter finns listade i Catalogue of Life.